# Aeroporto Internacional de Phu Bai
Aeroporto internacional de Phu Bai, situa-se na Huế, ilha Bắc Trung Bộ, Vietnam, é uma infraestrutura aeroportuária que para além de servir a ilha Huế, é ponto de acesso ao exterior da rede interna de transportes aéreos dos Huế. 

## Terminais e destinos
- Jetstar Pacific Airlines (Hanoi, Cidade de Ho Chi Minh)
- Vietnam Airlines (Hanoi, Cidade de Ho Chi Minh)